# Большешуструйское сельское поселение
Большешуструйское се́льское поселе́ние — муниципальное образование в Атюрьевском районе Мордовии Российской Федерации.
Административный центр — село Большой Шуструй.

## История
Статус и границы сельского поселения установлены Законом Республики Мордовия от 28 декабря 2004 года № 116-З «Об установлении границ муниципальных образований Атюрьевского муниципального района, Атюрьевского муниципального района и наделении их статусом сельского поселения и муниципального района».

## Население
| 2002 | 2010 | 2012 | 2013 | 2014 | 2015 | 2016 |
| ---- | ---- | ---- | ---- | ---- | ---- | ---- |
| 508  | ↘494 | ↘482 | ↘473 | ↘454 | ↘450 | ↘432 |
| 2017 | 2018 | 2019 | 2020 | 2021 |      |      |
| ↘422 | ↘412 | ↘392 | ↘376 | ↗384 |      |      |

## Состав сельского поселения
| № | Населённый пункт   | Тип населённого пункта       | Население |
| - | ------------------ | ---------------------------- | --------- |
| 1 | Большой Шуструй    | село, административный центр | ↘180      |
| 2 | Малый Шуструй      | деревня                      | →22       |
| 3 | Татарское Тенишево | деревня                      | ↗68       |
| 4 | Усть-Рахмановка    | село                         | ↘224      |